# Alpi del Gran Paradiso
Le Alpi del Gran Paradiso (Alpes du Grand Paradis in francese), dette anche Alpi Graie orientali (Alpes grées orientales) sono una sottosezione delle Alpi Graie, di cui costituiscono la parte orientale, collocandosi interamente in Italia (Piemonte e Valle d'Aosta), formate principalmente dal massiccio del Gran Paradiso.

## Delimitazioni
Confinano:
- a nord con le Alpi del Grand Combin e le Alpi del Weisshorn e del Cervino (nelle Alpi Pennine) e separate dal fiume Dora Baltea;
- a nord-est con le Alpi del Monte Rosa e le Alpi Biellesi e Cusiane (nelle Alpi Pennine) e separate dalla Dora Baltea;
- ad est e sud-est con la pianura padana;
- a sud con le Alpi di Lanzo e dell'Alta Moriana (nella stessa sezione alpina) e separate dal fiume Orco;
- ad ovest con le Alpi della Grande Sassière e del Rutor (nella stessa sezione alpina) e separate dal colle del Nivolet e dalla Valsavarenche.

Ruotando in senso orario i limiti geografici sono: Colle del Nivolet, Valsavarenche, fiume Dora Baltea, Pianura padana, Valle dell'Orco, Colle del Nivolet.

## Suddivisione
La classificazione SOIUSA delle Alpi del Gran Paradiso è la seguente:
- Grande parte = Alpi Occidentali
- Grande settore = Alpi Nord-occidentali
- Sezione = Alpi Graie
- Sottosezione = Alpi del Gran Paradiso
- Codice = I/B-7.IV

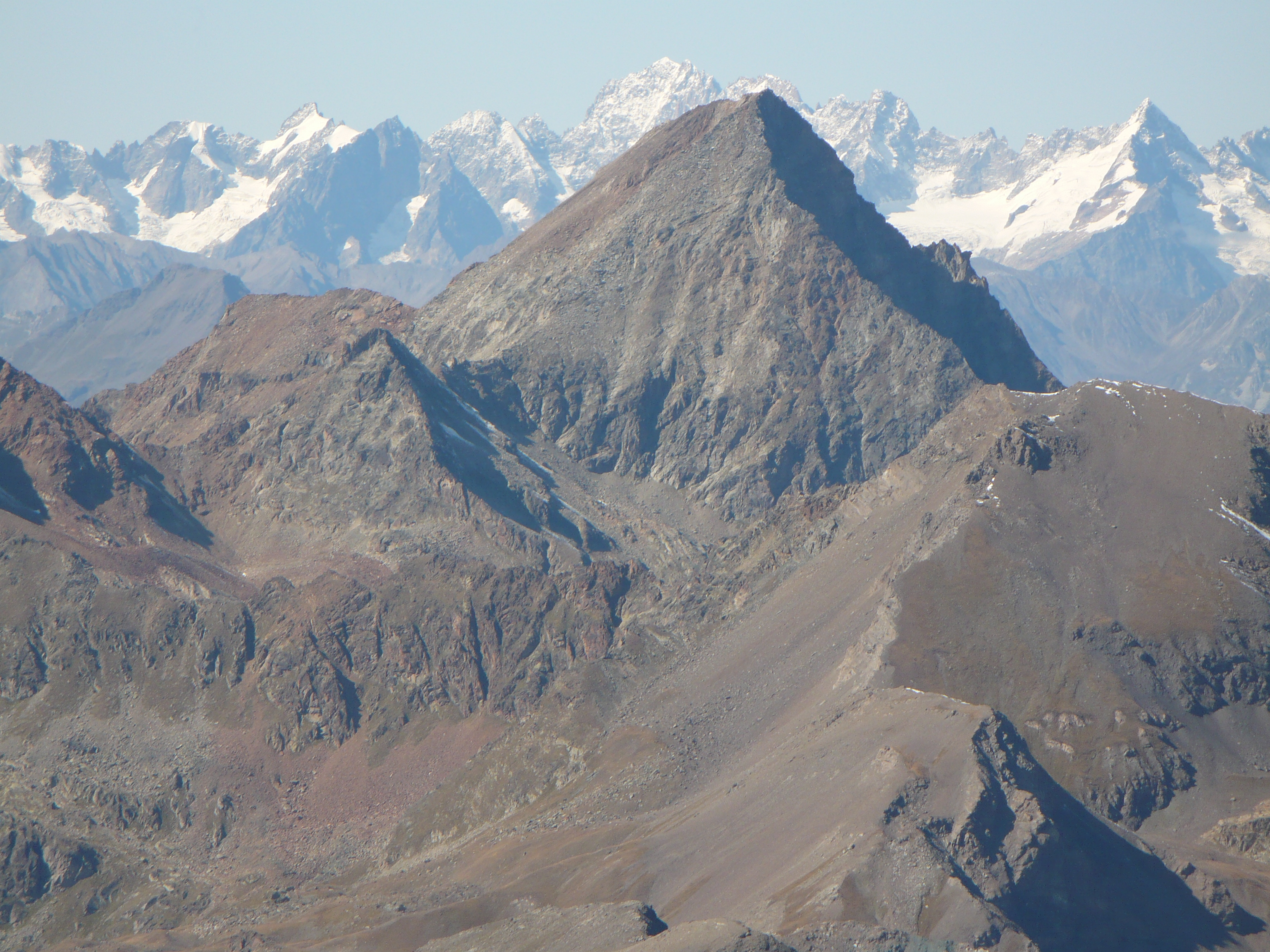
Il Monte Emilius visto dalla Punta Tersiva

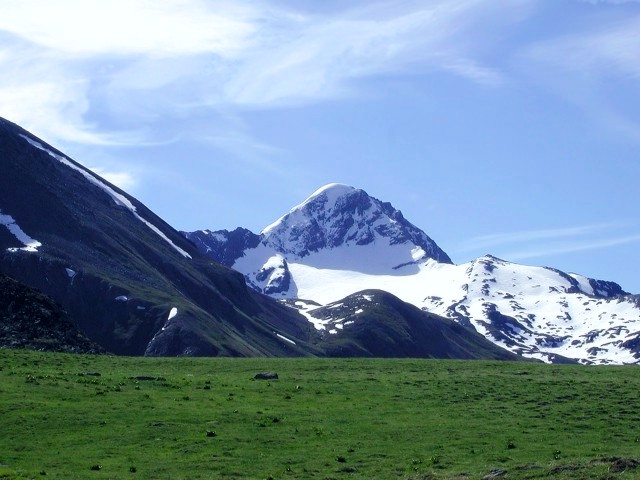
Punta Tersiva

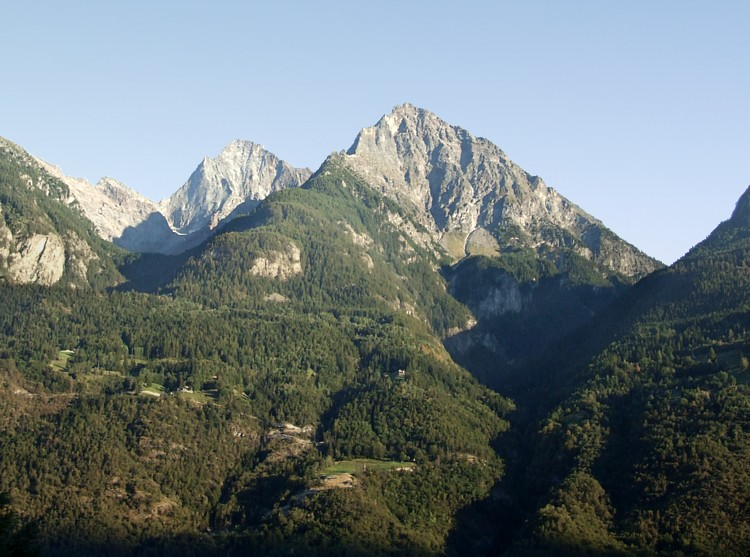
Becca di Nona

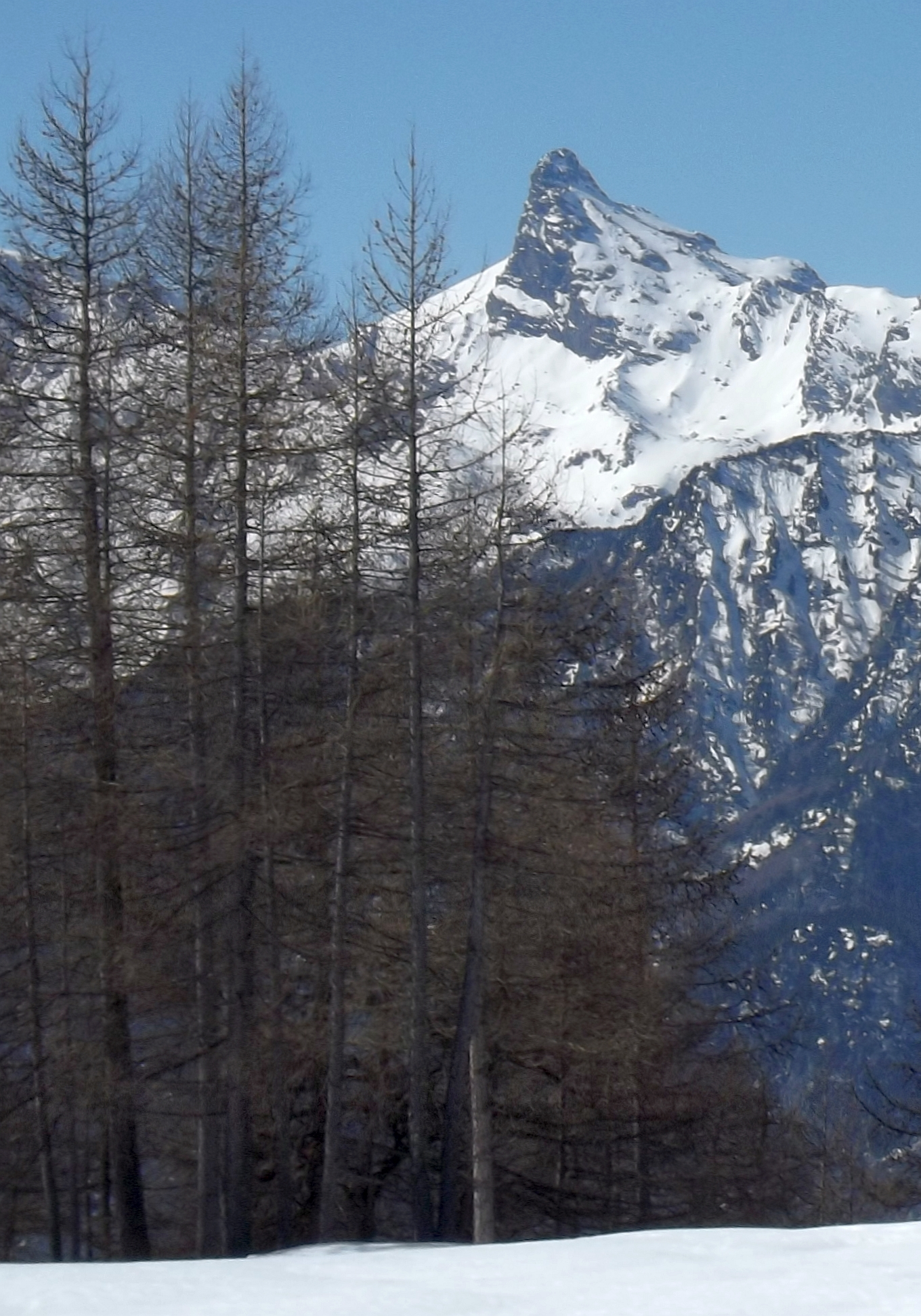
Mont Avic

Secondo la SOIUSA le Alpi del Gran Paradiso sono suddivise in tre supergruppi, dieci gruppi e 14 sottogruppi:
- Catena del Gran Paradiso (A)
  - Gruppo Ciarforon-Punta Fourà (A.1)
    - Nodo di Punta Fourà (A.1.a)
    - Nodo del Ciarforon (A.1.b)

  - Gruppo Gran Paradiso-Roccia Viva (A.2)
    - Sottogruppo del Gran Paradiso (A.2.a)
    - Sottogruppo Roccia Viva-Apostoli (A.2.b)

  - Gruppo Grivola-Gran Serra (A.3)
    - Nodo della Gran Serra (A.3.a)
    - Massiccio della Grivola (A.3.b)

  - Gruppo Sengie-Ciardonei (A.4)
    - Nodo delle Sengie (A.4.a)
    - Nodo del Ciardonei (A.4.b)
- Gruppo della Rosa dei Banchi (B)
  - Nodo della Rosa dei Banchi (B.5)
  - Costiera del Monte Marzo (B.6)
  - Costiera del Monte Giavino (B.7)
- Catena Emilius-Tersiva (C)
  - Gruppo della Tersiva (C.8)
    - Nodo della Punta Tersiva (C.8.a)
    - Costiera dell'Avert (C.8.b)

  - Gruppo dell'Emilius (C.9)
    - Nodo del Monte Emilius (C.9.a)
    - Costiera Garin-Vallettaz (C.9.b)

  - Gruppo Glacier-Avic (C.10)
    - Costiera del Monte Glacier (C.10.a)
    - Costiera del Monte Avic (C.10.b)

## Vette
Oltre alle vette comprese nella Catena del Gran Paradiso si possono ricordare le seguenti ulteriori montagne:
- Monte Emilius - 3.559 m
- Punta Tersiva - 3.513 m
- Punta Garin - 3.448 m
- Mont Glacier - 3.185 m
- Rosa dei Banchi - 3.164 m
- Becca di Nona - 3.142 m
- Torre Ponton - 3.101 m
- Bec Costazza - 3.092 m
- Punta Vallettaz - 3.090 m
- Mont Avic - 3.006 m
- Grand Avert - 2.991 m
- Monfandì - 2.820 m
- Monte Giavino - 2.766 m
- Monte Marzo - 2.756 m
- Punta di Verzel - 2.406 m
- Punta Quinseina - 2.344 m